# Фридль, Валерия
Валерия Фридль (венг. Friedl Valéria; 25 марта 1912, Братислава — 21 июля 1959, Будапешт), она же Йожефне Андьял (венг. Angyal Józsefné) — венгерская экономистка и диссидентка, активная сторонница антикоммунистического Венгерского восстания 1956 года. Одна из шести венгерских женщин, казнённых после подавления (старшая из них по возрасту). В современной Венгрии считается героиней революции.

## Происхождение и репрессии
Родилась в семье известного экономиста. Получила экономическое образование. С 1937 работала секретарём-экономистом у представителей землевладельческой аристократии. Вступив в брак, приняла фамилию мужа и женскую форму его имени: Йожефне Андьял.
Валерия Фридль-Йожефне Андьял была убеждённой антикоммунисткой, противницей режима ВПТ. В 1951 была репрессирована по обвинению в шпионаже. Осуждена на шесть лет тюремного заключения. Освободилась после отставки Матьяша Ракоши. Работала в Будапеште переводчицей.

## После восстания. Суд и казнь
В октябре 1956 года Валерия Фридль-Йожефне Андьял поддержала антикоммунистическое Венгерское восстание. Она не принимала непосредственного участия в боях, но около полутора лет передавала в Австрию для Радио Свободная Европа подробные тексты о политической, экономической и культурной ситуации в Венгрии, о процессе Имре Надя.
20 августа 1958 года она была арестована властями ВНР и предстала перед судом по обвинению в государственной измене. Несмотря на относительно ограниченное применение смертной казни при режиме Яноша Кадара, 27 мая ей был вынесен смертный приговор. Приведён в исполнение 21 июля 1959 года.

## Память
В современной Венгрии Валерия Фридль-Йожефне Андьял считается героиней революции. Её имя значится на памятном знаке, установленном в Пассаже Корвина 5 декабря 2012 года Всемирной ассоциацией венгерских борцов за свободу — перечислены шесть венгерских женщин, казнённых после подавления восстания.